# 艾絲提·柏遜絲
艾絲提·柏遜絲（英語：Estelle Parsons，1927年11月20日—）是美國演員，她曾獲得奧斯卡最佳女配角獎。